# MÁV řada 242

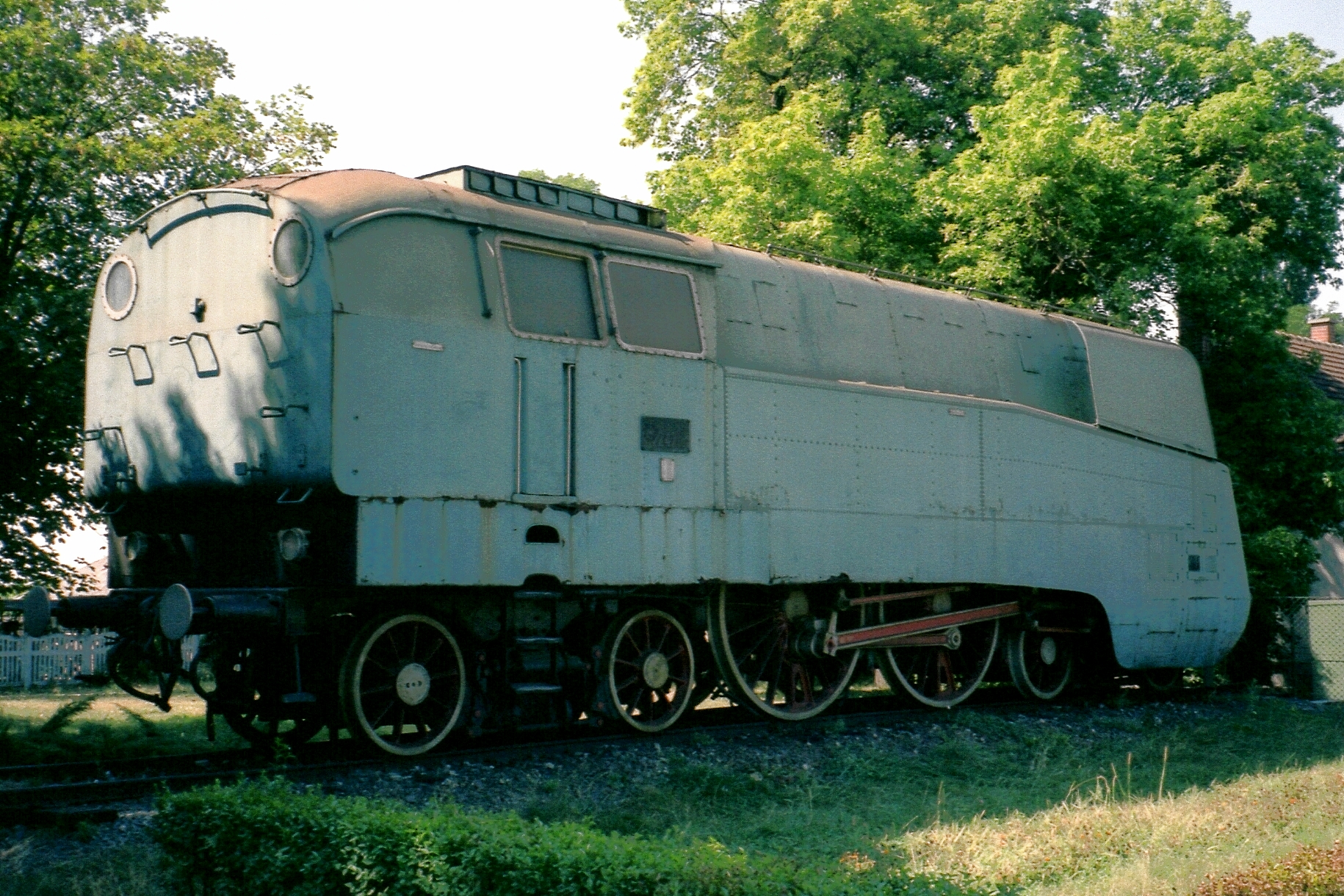
242 001 ještě jako pomník v Püspökladány

Lokomotivy řady 242 byly oplášťované tendrové parní lokomotivy Maďarských státních drah (MÁV).

## Vznik a vývoj
Nastupující krize ve 30. letech 20. století nedovolovala velké investice do obnovy vozidlového parku maďarských železnic. Proto se vedení maďarských drah rozhodlo zavést lehké rychlíky složené ze 3 – 4 čtyřnápravových vozů, vedené parní lokomotivou. Pro tento účel byla zkonstruována lehká tendrová lokomotiva řady 242.
První dvě lokomotivy dodala budapešťská lokomotivka v roce 1936. Lokomotivy dosáhly při zkušebních jízdách rychlosti 152 km/h, avšak v běžném provozu jim byla stanovena maximální rychlost 120 km/h. V roce 1940 byly dodány další, poslední dva kusy.

## Provoz
Již při konstrukci lokomotiv bylo velmi dbáno na konstrukci pojezdu. Podařilo se sestrojit pojezd, který měl vynikající chodové vlastnosti, díky čemuž mohly lokomotivy dopravovat vlaky rychlostí o 20 až 30 km/h vyšší, než ostatní parní lokomotivy. Poměrně malé zásoby uhlí však omezovaly dojezd lokomotivy na 200 – 250 km.
Lokomotivy zůstaly v provozu i po válce. Byly posledními evropskými oplášťovanými parními lokomotivami v pravidelném provozu. Ke konci svého nasazení tahaly ve dvojicích těžký Balt-Orient expres v úseku Budapešť – Biharkeresztes.
Lokomotiva 242 002 dosáhla v roce 1961 při zkouškách nových vozů rychlosti 161 km/h - rychlostního rekordu maďarských parních lokomotiv.

## Konstrukce
Lokomotivy měly dvě spřažená dvojkolí o průměru 2 000 mm. Na obou koncích byly opatřeny dvounápravovým běžným podvozkem. Plechový rám byl z hmotnostních důvodů nedostatečně dimenzován, což se projevovalo jeho praskáním. Také ocelové topeniště prvních dvou strojů bylo náchylné ke vzniku trhlin, proto bylo u dalších dvou strojů nahrazeno měděným. Rošty byly naklápěcí pro snadné odstraňování škváry vznikající z nekvalitního maďarského uhlí. Oplášťování bylo časem v oblasti pojezdu částečně odstraněno pro snadnější údržbu.